# 궁수자리 크시2
궁수자리 크시2(ξ2 Sgr)는 황도대의 궁수자리 방향에 있는 항성계이다. 히파르코스 미션이 수집한 자료에 따르면 반성에 대해 알려진 바는 아직 없으나 크시2를 측성쌍성으로 추정한다. 겉보기 등급은 +3.51로 맨눈으로 볼 수 있다. 지구에서 봤을 때의 연주시차 8.93 밀리초각에 따르면 이 계는 지구로부터 약 370 광년 떨어져 있다.
궁수자리 크시2의 스펙트럼은 'G형 또는 K형', '거성 또는 밝은 거성'의 혼합된 항성 분광형 G8/K0 II/III으로 측정된다. 질량은 태양의 3.36 배, 반지름은 태양의 약 14 배이다. 나이는 대략 3억 8000만 년이며 광구의 유효 온도는 4541 켈빈으로 태양 광도의 676 배에 이르는 에너지를 발산한다.